# Jes Rust
Jes Rust (* 1963) ist ein deutscher Paläontologe (Wirbellosen-Paläontologie).

## Leben
Rust studierte Geologie, Paläontologie und Zoologie in Göttingen und Kiel. 1999 habilitierte er sich in Göttingen (Biologie der Insekten aus dem ältesten Tertiär Nordeuropas). Er ist seit 2001 Professor für Paläontologie an der Universität Bonn.
Er befasst sich mit Systematik, Phylogenie und Paläobiologie von Arthropoden und Insekten und unter allgemeinen theoretischen Aspekten, Insekten aus dem mittleren Eozän, Konservatlagerstätten, Paläobiologie von Mollusken und der Evolution von Seeigeln.
2007 bis 2009 war er Präsident der Paläontologischen Gesellschaft.

## Schriften
als Autor
- Fossilien – Meilensteine der Evolution. Wissenschaftliche Buchgesellschaft, Darmstadt 2011

als Herausgeber
- mit Thomas Martin, Wighart von Koenigswald und Gudrun Radtke (Hrsg.): Paläontologie. 100 Jahre Paläontologische Gesellschaft. Pfeil, München 2012